# Tehranpars
Tehranpars ou Tehran Pars (en persan : تهرانپارس, « Téhéran Perse ») est un quartier de l'est de Téhéran, constitué en majeure partie de la nouvelle ville.
Ce quartier a vu le jour dans le cadre de projets de développements de l'agglomération de Téhéran à l'époque des Pahlavi. Tehranpars est bordé par les forêts urbaines de Sorkh-e Hesar et Lavizan. La zone est plutôt habitée par des foyers de la classe moyenne.
Dans Tehranpars est situé le terminus d'une des lignes du métro de Téhéran, nommé Dardasht.
Certains des centres du culte zoroastrien de Téhéran sont situés ici, comme Rostam-bagh ou le complexe Markar.